# سوخو-۹ (۱۹۴۶)
سوخو-۹ (به روسی: Су-9) اولین جت جنگنده ساخت شوروی بود که اندکی پس از جنگ جهانی دوم ساخته شد. طراحی در سال ۱۹۴۴ آغاز شد و برای استفاده از موتورهای توربوجت طراحی شده توسط شوروی در نظر گرفته شد. این جنگنده کندتر از هواپیماهای رقیب شوروی بود و در نتیجه لغو شد. یک نسخه اصلاح شده با موتورهای مختلف و یک بال اصلاح شده به سوخو-۱۱ تبدیل شد، اما وارد خط تولید نشد. سوخو-۱۳ پیشنهادی برای موتور مجدد هواپیما با نسخه‌های رولز-رویس درونت توربوجت و همچنین تغییر آن برای جنگ شبانه بود، اما هیچ‌یک از این پیشنهادها پذیرفته نشد.

## کاربران
اتحاد جماهیر شوروی
- نیروی هوایی شوروی

## گونه‌ها
- سوخو-۹یوتی - نسخه آموزشی دو صندلی برنامه‌ریزی شده بود، اما هرگز ساخته نشد.
- سوخو-۱۱ - سوخو-۹ اصلاح شده با بال‌های جدید و موتورهای تی‌آر-۱، فقط ۱ نمونه ساخته شد.
- سوخو-۱۳ - سوخو-۹ با موتورهای کلیموف آردی-۵۰۰. نسخه جنگنده شب نیز پیشنهاد شده بود، اما هیچ‌کدام از نسخه‌ها ساخته نشد.